# サムソン (バンド)
サムソン（Samson）は、イギリスのロック・バンド。1970年代末のNWOBHMムーヴメントの代表バンドのひとつ。

## 概要
1976年、ポール・サムソン（ギター、ボーカル）、クリス・エイルマー（ベース）、クライヴ・バー（ドラム）により結成。その後、ドラマーは覆面を被りライブでは檻の中でドラムを叩くサンダースティックに交代。1979年、当時ギランのメンバーだったジョン・マッコイ（ベース）とコリン・タウンズ（キーボード）が参加したファースト・アルバム『サヴァイヴァーズ』でインディ・レーベルからデビュー。『サヴァイヴァーズ』のレコーディング中にはブルース・ブルースことブルース・ディッキンソン（ボーカル）がメンバーに加わっているが発売された盤には採用されなかった（再発CDでは一部の曲に使用されている）。
1980年、アルバム『魔人襲来』を発表。1981年、Gem Recordからアルバム『魔界戦士』を発表。同年のレディング・フェスティバル直前にサンダースティックが脱退、急遽メル・ゲイナー（ドラム）を迎えて演奏は成功したが、同フェスティバルの演奏を最後にブルース・ディッキンソンがアイアン・メイデンへ参加のため脱退。ニッキー・ムーア（ボーカル）とピート・ジャップ（ドラム）を加え、1982年にアルバム『魔界の嵐』、1984年にアルバム『ドント・ゲット・マッド』をメジャーのポリドールから発売する。セールス的に過去最高の売上を示した『魔界の嵐』で活路を開いたが、『ドント・ゲット・マッド』のポップな面を強調した大衆路線が失敗し、ライブ盤『Thank You and Goodnight』でニッキー・ムーア時代を（一時的にだが）終えた。
その後、メンバー・チェンジを繰り返しながらも活動を継続する。1999年8月、日比谷野外音楽堂で開催されたNWOBHM20周年記念フェスティバル「Metal Crusade '99」にサムソン、エイルマ―、サンダースティックというラインナップで参加する。
2000年にはニッキー・ムーアが復帰するが、2002年8月9日にポール・サムソンが癌のため逝去し、バンドはその歴史を閉じる。
バンド名は、ポール・サムソンにちなんで名付けられたが、旧約聖書・士師記の登場人物で怪力で復讐のため神殿の柱を破壊した「サムソン」に由来するとして、アルバム『魔界戦士』にも姿が描かれている。

## アイアン・メイデンとの関係
1978年、デイヴ・マーレイがポール・サムソンにアイアン・メイデン加入の話を持ちかけているが、ファースト・シングル「Telephone」が発売直前であることを理由に断っている。
サムソン結成当初のメンバーだったクライヴ・バーは、1979年にアイアン・メイデンへ加入する。クライヴ・バーの後任として加入したサンダースティックは1977年にアイアン・メイデンに在籍しており、その時に書かれていた曲「The Ides of March」を「Thunderburst」というタイトルで1980年の『魔人襲来』に収録。「The Ides of March」はその後、アイアン・メイデンのセカンド・アルバム『キラーズ』（1982年）に収録される。
ブルース・ディッキンソン在籍時のサムソンがデビュー前のアイアン・メイデンを前座に迎えツアーを回った際、ブルースはポール・ディアノにボーカル・テクニックのアドバイスを求められたことがある。また、ブルース在籍最後のアルバム『魔界戦士』とアイアン・メイデンの『キラーズ』はロンドンのバッテリー・スタジオにおいて同時期にレコーディングが行われており、互いのメンバーが顔を合わせる機会も多かった。
1981年のレディング・フェスティバルにおけるサムソンのパフォーマンスを見たA&MレコードとRCAレコードからそれぞれ250万ポンドの契約が持ち掛けられたが、同フェスティバルを見に来ていたスティーヴ・ハリスとマネージャーのロッド・スモールウッドによりバンドからブルースが引き抜かれると、両レコード会社との契約交渉は破談となる。
1986年、Paul Samson's Empire名義でアイアン・メイデンの「Somewhere on Tour」全英公演のオープニングを務めている。
1999年、日本で開催された「Metal Crusade '99」（NWOBHM20周年記念フェスティバル）は、当時アイアン・メイデンを脱退していたブルースも参加する計画が進められていたが、ブルースのアイアン・メイデン復帰が決まると、ブルースの同フェスティバル参加の話は立ち消えとなった。

## 在籍メンバー
- ポール・サムソン (Paul Samson) – ギター、ボーカル (1977年–2002年) ※2002年没
- ジョン・マッコイ (John McCoy) – ベース、ギター (1979年、1986年)
- クリス・エイルマー (Chris Aylmer) – ベース、ギター (1977年–1979年、1979年–1984年、1992年–1994年) ※2007年没
- クライヴ・バー (Clive Burr) – ドラム (1977年–1978年) ※2013年没
- スチュワート・コクレイン (Stewart Cochrane) – ベース (1978年)
- サンダースティック (Thunderstick、本名Barry Graham Purkis) – ドラム (1979年–1981年、1990年、1999年–2000年)
- ブルース・ディッキンソン (Bruce Dickinson) – ボーカル (1979年–1981年)
- メル・ゲイナー (Mel Gaynor) – ドラム (1981年-1982年)
- ニッキー・ムーア (Nicky Moore) – ボーカル (1981年–1984年、1986年、2000年–2002年) ※2022年没
- ピート・ジャップ (Pete Jupp) – ドラム (1982年–1984年)
- マーヴィン・ゴールドワーシー (Mervyn Goldsworthy) – ベース (1984年)
- デイヴ・コールウェル (Dave Colwell) – ギター (1984年)
- エドガー・パトリック (Edgar Patrik) – ドラム (1986年)
- デイヴ・ボイス (Dave Boyce) – ベース (1987年–1990年)
- チャーリー・マック (Charlie Mack) – ドラム (1987年–1990年)
- トビー・サドラー (Toby Sadler) – キーボード (1987年–1990年)
- ミック・ホワイト (Mick White) – ボーカル (1987年–1989年)
- ピーター・スキャラン (Peter Scallan) – ボーカル (1989年–1990年)
- リック・アンソニー (Rik Anthony) – ボーカル (1990年)
- トニー・トゥオヒー (Tony Tuohy) – ドラム (1992年–1994年)
- イアン・エリス (Ian Ellis) – ベース (2002年)
- ビリー・フレミング (Billy Fleming) – ドラム (2002年)

## ディスコグラフィ

### スタジオ・アルバム
- 『サヴァイヴァーズ』 - Survivors (1979年)
- 『魔人襲来』 - Head On (1980年) ※全英34位。旧邦題『ヘッド・オン』
- 『魔界戦士』 - Shock Tactics (1981年) ※旧邦題『ショック・タクティクス』
- 『魔界の嵐』 - Before the Storm (1982年)
- 『ドント・ゲット・マッド』 - Don't Get Mad, Get Even (1984年)
- Joint Forces (1986年) ※ポール・サムソン名義
- Refugee (1990年)
- Samson (1993年) ※後に『Nineteen Ninety-Three』として再発
- P.S.... (2006年) ※ポール・サムソン名義

### ライブ・アルバム
- Thank You and Goodnight (1985年)
- 『ライヴ・アット・レディング'81』 - Live at Reading '81 (1990年)
- 『メタル・クルセイド'99』 - Metal Crusade '99 (1999年) ※4バンドのオムニバス
- Live in London 2000 (2001年)

## 参照
1. 1 2 3  “Interview with Paul Samson - August 2000 (Source: Rock Hard Magazine)”.   The Iron Maiden Commentary. 2020年8月2日閲覧。
2. ↑  “Interview with Bruce Dickinson - December 1983 (Source: Enfer Magazine)”.   Iron Maiden Bulgaria Fan Club. 2020年8月2日閲覧。